# قره‌داش (شهرستان نوکت)
قره‌داش (به قرقیزی: Кара-Таш، قارا تاش) یک منطقهٔ مسکونی در قرقیزستان است که در شهرستان نوکت واقع شده‌است. قره‌داش ۸٬۳۰۰ نفر جمعیت دارد.